# Niszczyciele typu Hatsuharu
Niszczyciele typu Hatsuharu – japońskie niszczyciele z okresu międzywojennego i czasów II wojny światowej. Pierwszy okręt serii wszedł do służby w Japońskiej Cesarskiej Marynarce Wojennej w 1933 roku. Zbudowano sześć okrętów tego typu, z czego wszystkie zostały zatopione w wyniku walk na Pacyfiku. Pierwszym czterem okrętom nadano imiona opisujące pory roku, ostatnie dwa nazwano opisując pory dnia.

## Historia
Postanowienia traktatu londyńskiego z 1930 roku zobowiązywały Japonię do ograniczenia floty niszczycieli do łącznego tonażu 105 tysięcy ton, gdzie wyporność pojedynczego niszczyciela nie powinna była przekraczać 1850 ton. Narzucone limity w przypadku budowy nowych okrętów, spowodowały konieczność zmian w projekcie udanych niszczycieli typu Fubuki. Nowe okręty miały mieć zmniejszoną wyporność, przy zachowaniu dotychczasowego uzbrojenia. Budowa pierwszego okrętu typu („Hatsuharu”) rozpoczęła się w stoczni Sasebo 14 maja 1931 roku. Wodowanie miało miejsce 27 lutego 1932 roku, zaś do służby okręt wszedł 30 września 1933 roku. Analiza charakterystyki morskiej pierwszych dwóch okrętów wykazała problemy ze statecznością, a także niedostateczną wytrzymałość kadłuba. Doprowadziło to do zmian w projekcie i przebudowy dwóch pierwszych okrętów. We wrześniu 1935 roku po tym, jak dwie podobne konstrukcyjnie jednostki typu Fubuki doznały uszkodzeń kadłuba podczas tajfunu, wszystkie jednostki typu Hatsuharu skierowano do stoczni, w celu wzmocnienia konstrukcji kadłuba. Po przebudowie okręty były o 23 procent cięższe, przez co pogorszyły się ich parametry taktyczno-techniczne.

## Okręty
| Okręt      | Stocznia | Rozpoczęcie budowy | Zwodowanie       | Wejście do służby    | Los okrętu                   |
| ---------- | -------- | ------------------ | ---------------- | -------------------- | ---------------------------- |
| Hatsuharu  | Sasebo   | 14 maja 1931       | 27 lutego 1932   | 30 września 1933     | zatonął 13 listopada 1944    |
| Nenohi     | Uraga    | 15 grudnia 1931    | 22 grudnia 1932  | 30 września 1933     | zatonął 5 lipca 1942         |
| Wakaba     | Sasebo   | 12 grudnia 1931    | 18 marca 1934    | 31 października 1934 | zatonął 24 października 1944 |
| Hatsushimo | Uraga    | 31 stycznia 1933   | 4 listopada 1933 | 27 września 1934     | zatonął 30 lipca 1945        |
| Ariaka     | Kobe     | 14 stycznia 1933   | 23 września 1934 | 25 marca 1935        | zatonął 28 lipca 1943        |
| Yūgure     | Mizuru   | 9 kwietnia 1933    | 6 maja 1934      | 30 marca 1935        | zatonął 20 lipca 1942        |